# Toledoïta
La toledoïta és un mineral de la classe dels elements natius. Rep el nom en honor a Vered Toledo, de Shefa Gems Ltd., pel seu suport i per proporcionar xenocristalls de corindó de la regió del Munt Carmel per a aquesta investigació de nous minerals.

## Característiques
La toledoïta és un silicur de fórmula química TiFeSi. Va ser aprovada com a espècie vàlida per l'Associació Mineralògica Internacional l'any 2022 i publicada en el mes de gener de 2024. Cristal·litza en el sistema ortoròmbic. És una de les set espècies descobertes durant la investigació nanomineralògica d'inclusions foses en xenocristalls de corindó de la zona del Munt Carmel, a Israel.
L'exemplar que va servir per a determinar l'espècie, el que es coneix com a material tipus, es troba conservat a les col·leccions mineralògiques de la Universitat de Milà (Itàlia), amb el número de registre: mcmgpg-h2021-006.

## Formació i jaciments
Va ser descoberta al complex magmàtic de Rakefet, al munt Carmel (Districte de Haifa, Israel). Aquest indret és l'únic a tot el planeta on ha estat descrita aquesta espècie mineral.